# Nilobezzia curticornis
Nilobezzia curticornis är en tvåvingeart som först beskrevs av Jean-Jacques Kieffer 1917.  Nilobezzia curticornis ingår i släktet Nilobezzia och familjen svidknott. Inga underarter finns listade i Catalogue of Life.